# Fobbing
Fobbing é uma vila e antiga paróquia civil em Thurrock, Essex, Inglaterra e uma das paróquias tradicionais da Igreja da Inglaterra. Está localizado entre Basildon e Corringham, e também está perto de Stanford-le-Hope. Em 1931 a freguesia tinha uma população de 734.
Foi uma das principais aldeias envolvidas na revolta camponesa. Em 30 de maio de 1381, o comissário John Bampton convocou os aldeões de Fobbing, de Corringham, de Stanford, e de Brentwood para responder por que não pagaram impostos. Os aldeões disseram que não lhe dariam nada. Bampton então se preparou para prendê-los. Seguiu-se um motim em que os aldeões tentaram matá-lo; ele conseguiu escapar para Londres. Sir Robert Bealknap foi enviado para investigar o incidente e punir os infratores. Em 2 de junho, ele foi atacado. A essa altura, o violento descontentamento havia se espalhado e os condados de Essex e Kent estavam em plena revolta. Logo as pessoas marcharam rumo a Londres em uma revolta armada.
Fobbing é uma das sete áreas de conservação em Thurrock.